# Suzue Miuchi
Suzue Miuchi (美内すずえ) (Nishinomiya, Hyōgo, 20 de febrer de 1951) és una mangaka d'estil de shōjo. És coneguda per escriure i dissenyar el famós manga Garasu no Kamen (ガラスの仮面, La màscara de cristall), iniciat el 1976 i encara en curs, que per la seva longevitat i reeiximent públic es troba entre els títols més importants, influents i significatius dels còmics japonesos.

## Biografia
Suzue Miuchi va néixer al sud del Japó, a Nishinomiya (西宮市) i va passar la joventut a Osaka (大阪市). Durant la seva infantesa es va apassionar pels mangas d'Osamu Tezuka (手塚治虫), que els va portar a dissenyar les seves pròpies creacions. Va debutar el 1967, quan encara estava a l'escola secundària, amb una breu història, Yama no tsuki to kodanuki to (山の月とこだぬきと, La lluna de la muntanya i el petit gos viverrí, 1967), a la revista Bessatsu Margaret (別冊マーガレット), dedicada històricament a les obres d'artistes emergents.
Nou anys i moltes històries més tard, Miuchi es va traslladar a la revista Hana to Yume (花とゆめ) on va iniciar la seva sèrie més important, Garasu no Kamen (ガラスの仮面, La màscara de cristall, 1976 - en curs), ambientada en el món del teatre, un manga molt reeixit que continua actualment en curs i que ha permès la creació de dos animes (23 episodis, 1984 ; 51 episodis, 2005-2006), un OVA (3 episodis de 45 minuts, 1998-1999) i un dorama (23 episodis i un episodi especial, 1997-1999). A més del consentiment del públic, la sèrie va fer guanyar a la seva autora el 1995 el XXIV premi de l'Associació de dibuixants de manga japonesos (日本漫画家協会賞, Nihon Mangaka Kyōkai Shō), el màxim reconeixement del sector. Al llarg dels anys, l'autora ha reduït cada vegada més la producció d'aquest anime (des de la dècada del 1990) trigant més temps entre la publicació d'un volum i un altre.
Paral·lelament a Garasu no Kamen, l'autora escriu treballs breus publicats en una revista i posteriorment recopilats en un tankōbon antològic; una d'aquestes històries, Yōkihiden (妖鬼妃伝, 1980), li va permetre guanyar el prestigiós Premi Kōdansha al millor manga (講談社漫画賞 Kōdansha Manga Shō) en la categoria «shōjo» el 1982.

## Obra
- 1967 : Yama no Tsuki to Kodanuki to (山の月とこだぬきと), Bessatsu Margaret, Shūeisha.
- 1970 : Akai Megami (赤い女神), Bessatsu Margaret, Shūeisha, història curta.
- 1970 : Moeru Niji (燃える虹), Bessatsu Margaret, Shūeisha, història curta.
- 1971 : Jūsan gatsu no higeki (１３月の悲劇), Bessatsu Margaret, Shūeisha, història curta.
- 1971 : Nihon Rettou Ichihyaku-nen (日本列島一万年), Bessatsu Margaret, Shūeisha, història curta.
- 1972 : Amaranth no Joou (アマランスの女王), Bessatsu Margaret, Hakusensha, història curta.
- 1973 : Julietta no Arashi (ジュリエッタの嵐), Bessatsu Margaret, Shūeisha, història curta.
- 1973 : Midori no Honoo (みどりの炎), Bessatsu Margaret, Shūeisha, història curta.
- 1973 : Subarashiki Isan (すばらしき遺産), Bessatsu Margaret, Shūeisha, història curta.
- 1973–1974 : Kujaku-iro no Kanaria (孔雀色のカナリア), Shūeisha, història curta.
- 1973-1974 : Harukanaru kaze to hikari (はるかなる風と光), Bessatsu Margaret, Shūeisha, 3 volums.
- 1974-1975 : Shirayuri no kishi (白ゆりの騎士), Hana to yume, Hakusensha, 2 volums.
- 1975 : Futari no melody (ふたりのメロディ), KC mimi, Kōdansha, història curta.
- 1975 : Kaerazaru hyūga (帰らざる氷河), Bessatsu Margaret, Shūeisha, 1 volum.
- 1975 : Kin-iro Yami ga miteiru (金色の闇が見ている), Bessatsu Margaret, Shūeisha, història curta.
- 1975 : Majo Media (魔女メデイア), Bessatsu Margaret, Shūeisha, història curta.
- 1975 : Shiroi Kagebōshi (白い影法師), KC mimi, Kōdansha, història curta.
- 1976 : Pollyanna no Kishi (ポリアンナの騎士), Shūeisha.
- 1976–1978 : Saint Alice Teikoku (聖アリス帝国), LaLa, Hakusensha, història curta.
- 1976-en curs : Garasu no Kamen (ガラスの仮面), Hana to yume, Hakusensha, 49 volums.
- 1977 : Ōjo Alexandra (王女アレキサンドラ), Shūeisha, història curta.
- 1977 : Kuroyuri no Keizu (黒百合の系図), LaLa, Hakusensha, història curta.
- 1979 : Bara monogatari (バラ物語), Bessatsu Margaret, Shūeisha, història curtat.
- 1979 : Niji no ikusa (虹の戦), Hakusensha, història curta.
- 1982 : Dynamite milk pie (ダイナマイトみるくパイ), Hana to yume, Hakusensha, història curta.
- 1982 : Yōkihiden (妖鬼妃伝), Nakayoshi, Kōdansha, història curta.
- 1986-1991 : Amaterasu (アマテラス), Gekkan Asuka, Kadokawa Shoten, 3 volums.
- 1995-2003 : Miuchi Suzue kessakusen (美内すずえ傑作選), Hakusensha, 14 volums, antologia.
- 2000 : Ryūro Tsūringu (龍路ツーリング), Melody.